# De Zwaluw (Hasselt)
De Zwaluw is een korenmolen in Hasselt in de Nederlandse provincie Overijssel.

## Geschiedenis

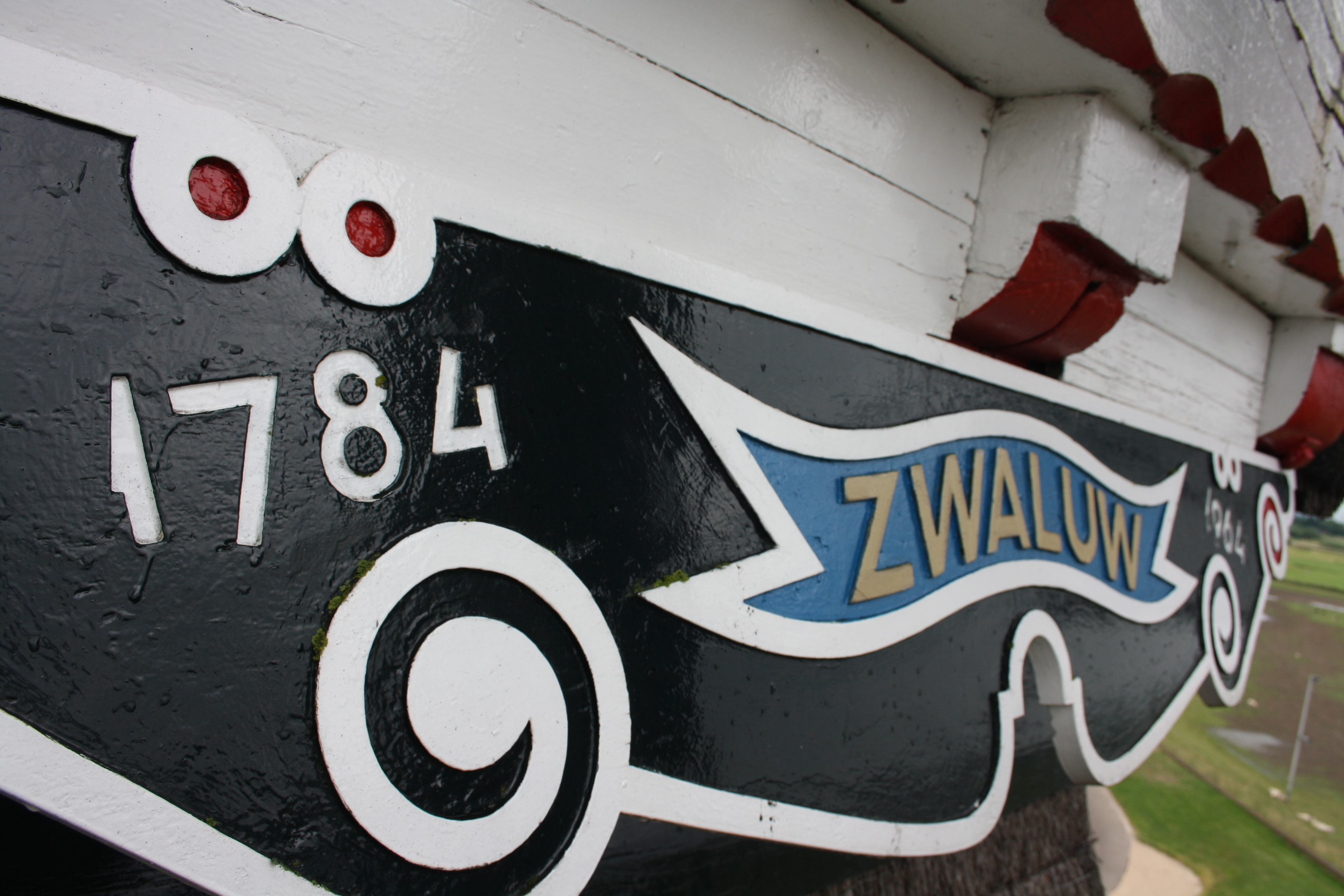
Het naambord van de molen

Op de huidige locatie  werd in 1784 een molen gebouwd, die na brand in 1857 weer werd herbouwd. In 1955 werd het oorspronkelijke binnenwerk verwijderd en vervangen door een installatie voor opwekking van elektriciteit. Onder leiding van ir. Baggerman werd bekeken in hoeverre windmolens een bijdrage konden leveren in de opwekking van elektriciteit. Daarvoor werd het maaswerk uit de molen gehaald. Het bleek echter geen succes en Frederik van Mulligen liet in 1964 het maalwerk weer terugplaatsen en de molen restaureren alvorens hem over te dragen aan zijn zoon Jan, de laatste in de molenaarsdynastie op “De Zwaluw”.
De eigenaar is sinds 1996 de Stichting Molen De Zwaluw die de molen in 1996/1997 liet restaureren. Thans is de molen zeer geregeld op vrijwillige basis in bedrijf en hebben ook de voormalige bedrijfsgebouwen rond de molen een representatieve functie gekregen.

## Werking

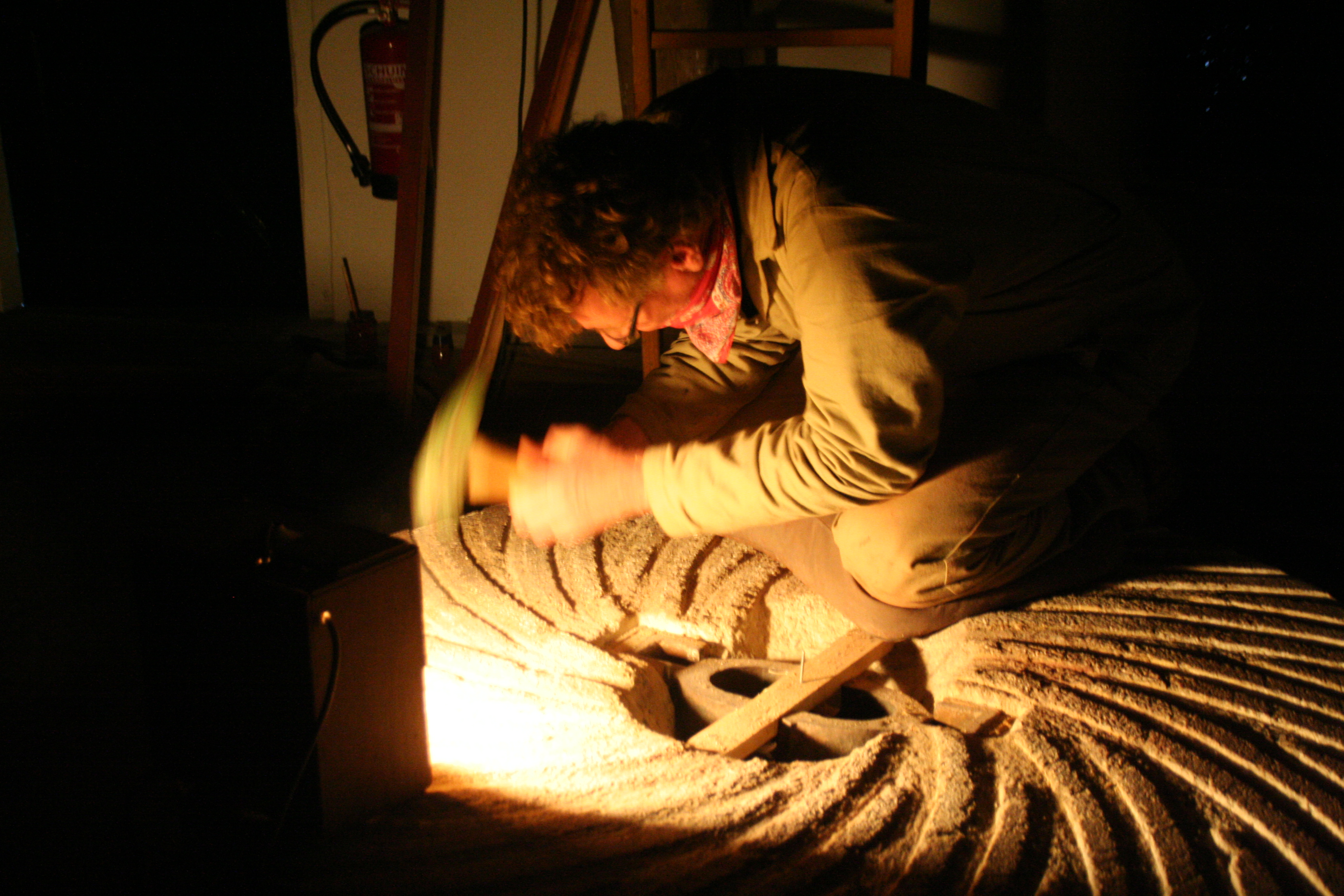
Het "billen" van de molensteen

De roeden van de molen zijn 21,70 meter lang. De roeden zijn voorzien van het Oudhollands wieksysteems met zeilen. 
De molen heeft één maalsysteem, hoewel er aanwijzingen zijn dat er twee maalkuipen in de molen stonden.
De molenstenen moeten zo nu en dan "gebild" worden. Billen is het opruwen van de maalstenen met een speciaal patroon.

## Restauratiewerkzaamheden

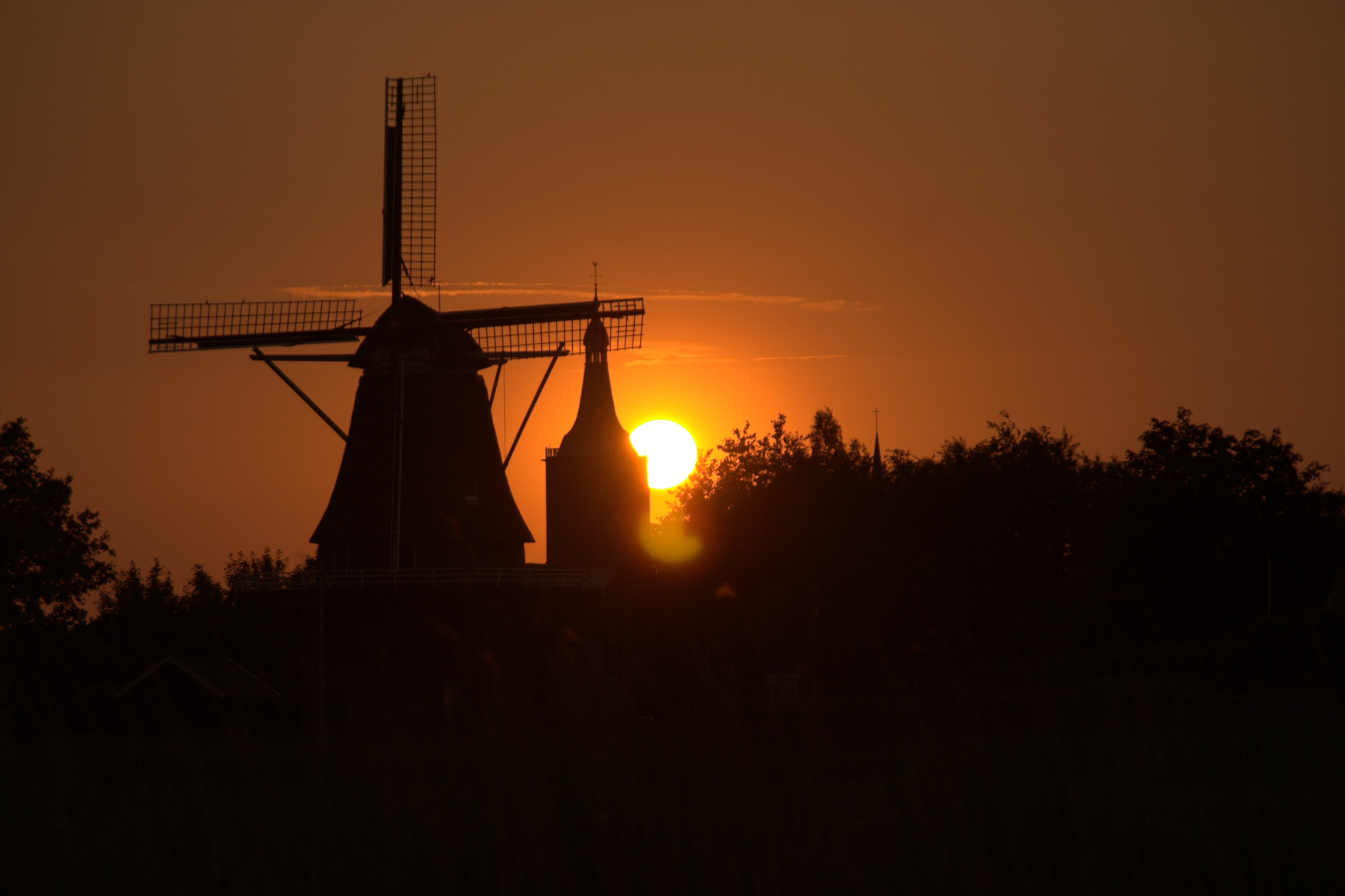
Molen aan het Zwartewater

In het najaar van 2016 won de molen de BankGiroLoterij molenprijs 2016 van vereniging De Hollandsche Molen en de 2e prijs van de Dik voor Elkaar-prijs van Stichting voor Elkaar/Univé. Met deze prijzen van resp € 50.000 en € 7.500 met wat eigen vermogen wil de molen haar wieken restaureren. De molen kreeg bovendien een subsidie van de provincie Overijssel om de overige noodzakelijke restauratiewerkzaamheden uit te voeren (o.a. kap, staart). Ook de gemeente Zwartewaterland droeg bij.
In februari startte Molenbouwer Vaags te Aalten de restauratie.

## Fotogalerij

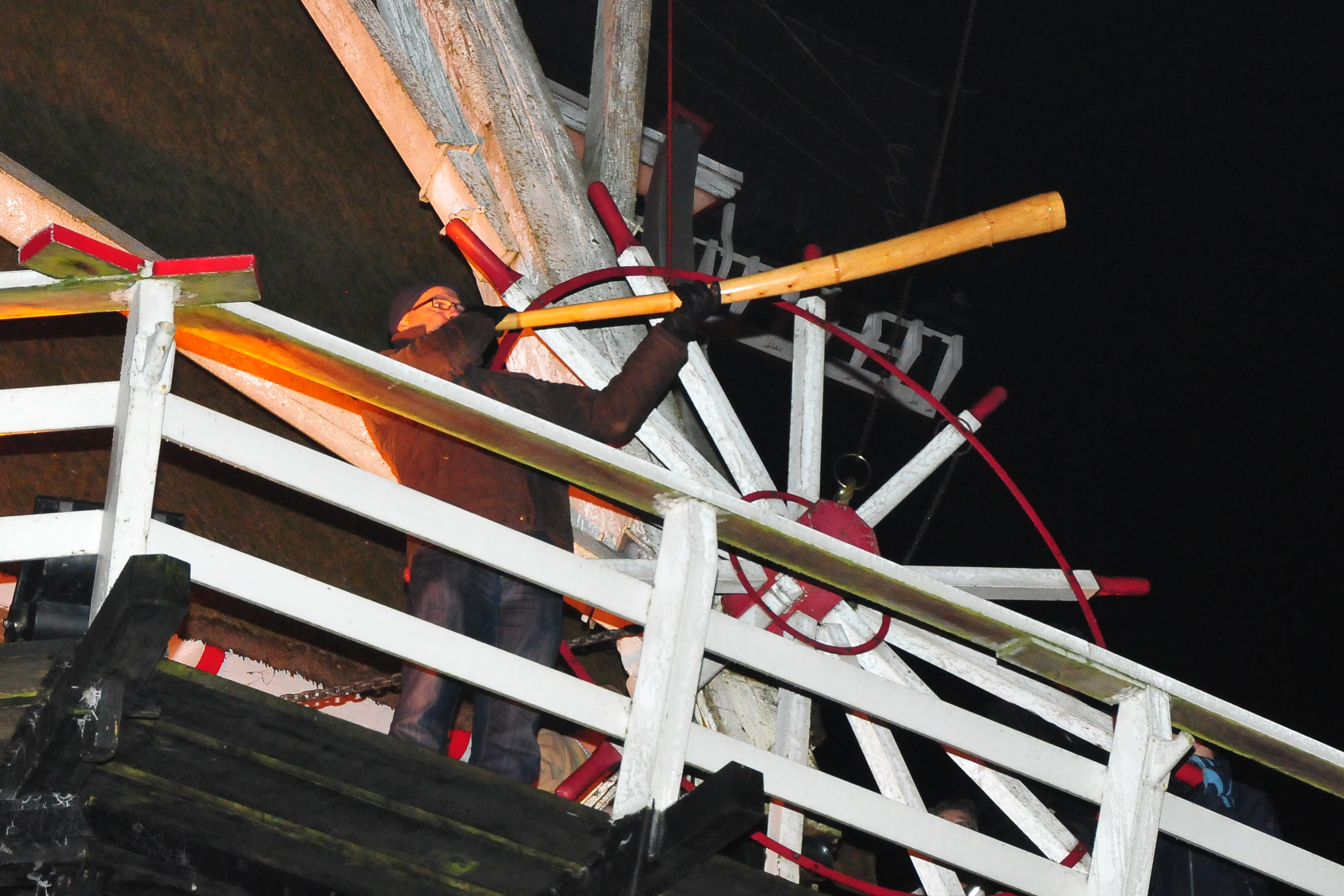
Elk december wordt vanaf de stelling geblazen met de midwinterhoorn.
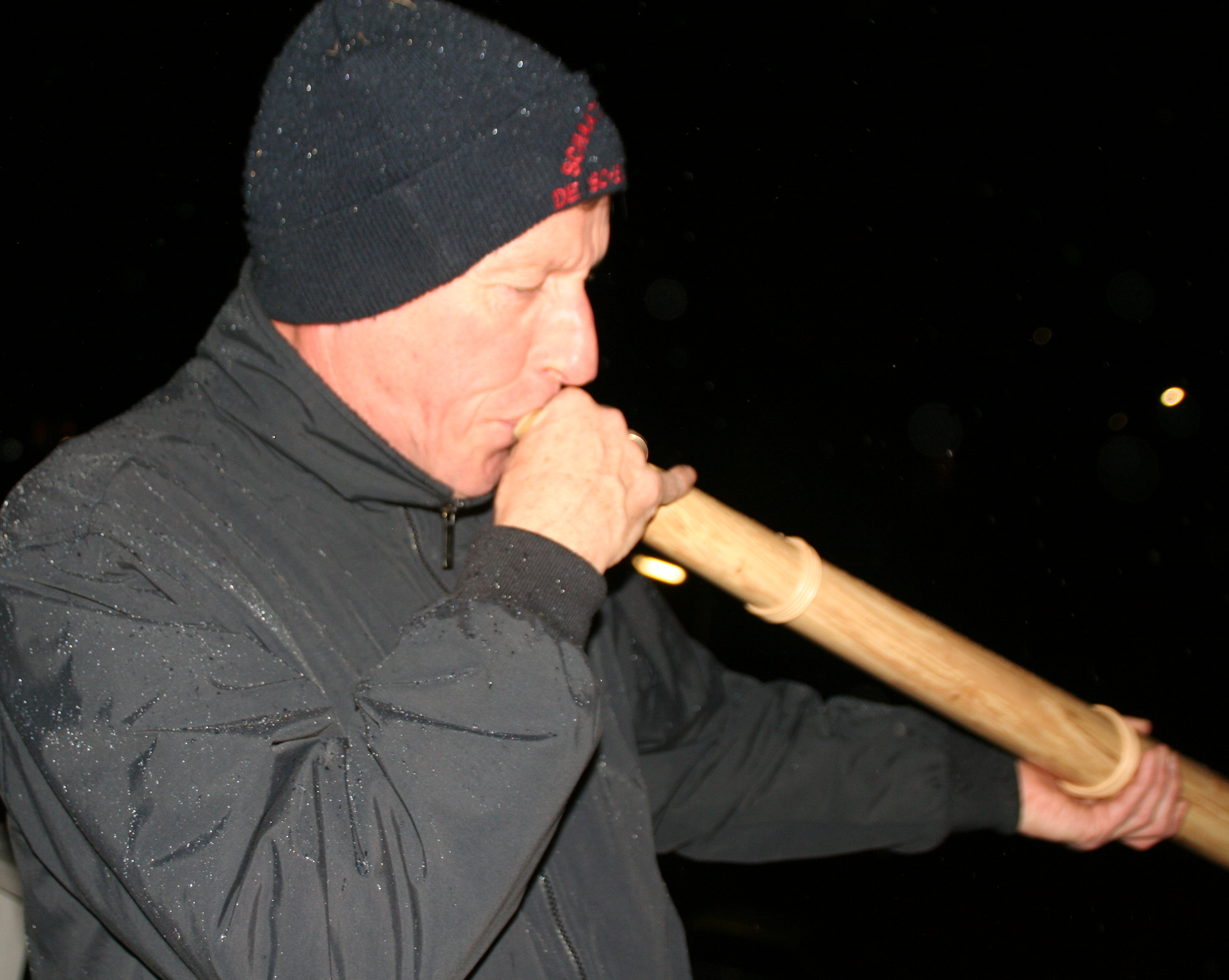
Eind december draait de molen zgn het oude jaar uit. Midwinterhoornblazers van MidwinterhoornBloasgroep "Kop van Overiessel" blazen dan vanaf de stelling van de molen
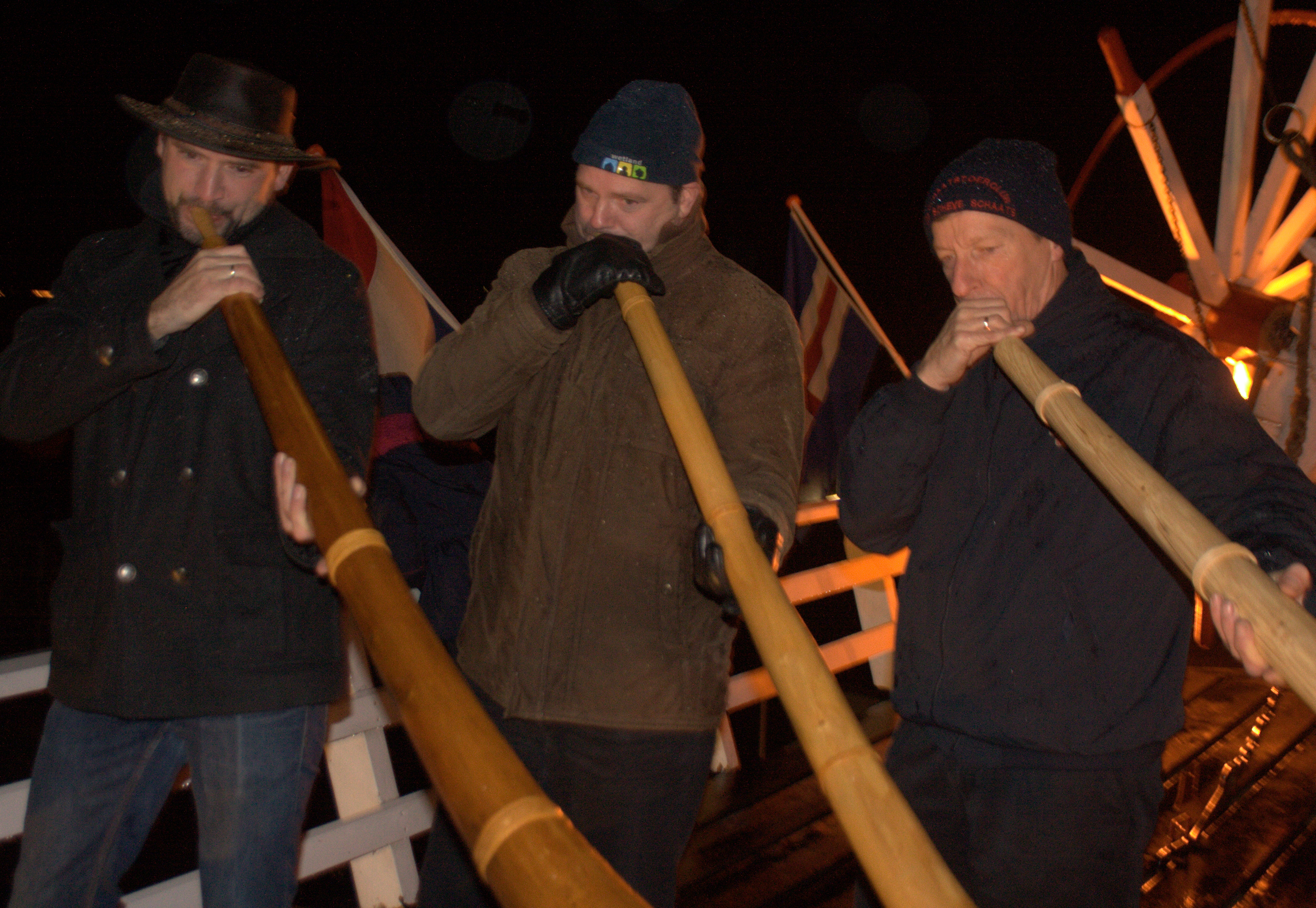
Midwinterhoornblazers van MidwinterhoornBloasgroep "Kop van Overiessel" blazen dan vanaf de stelling van de molen
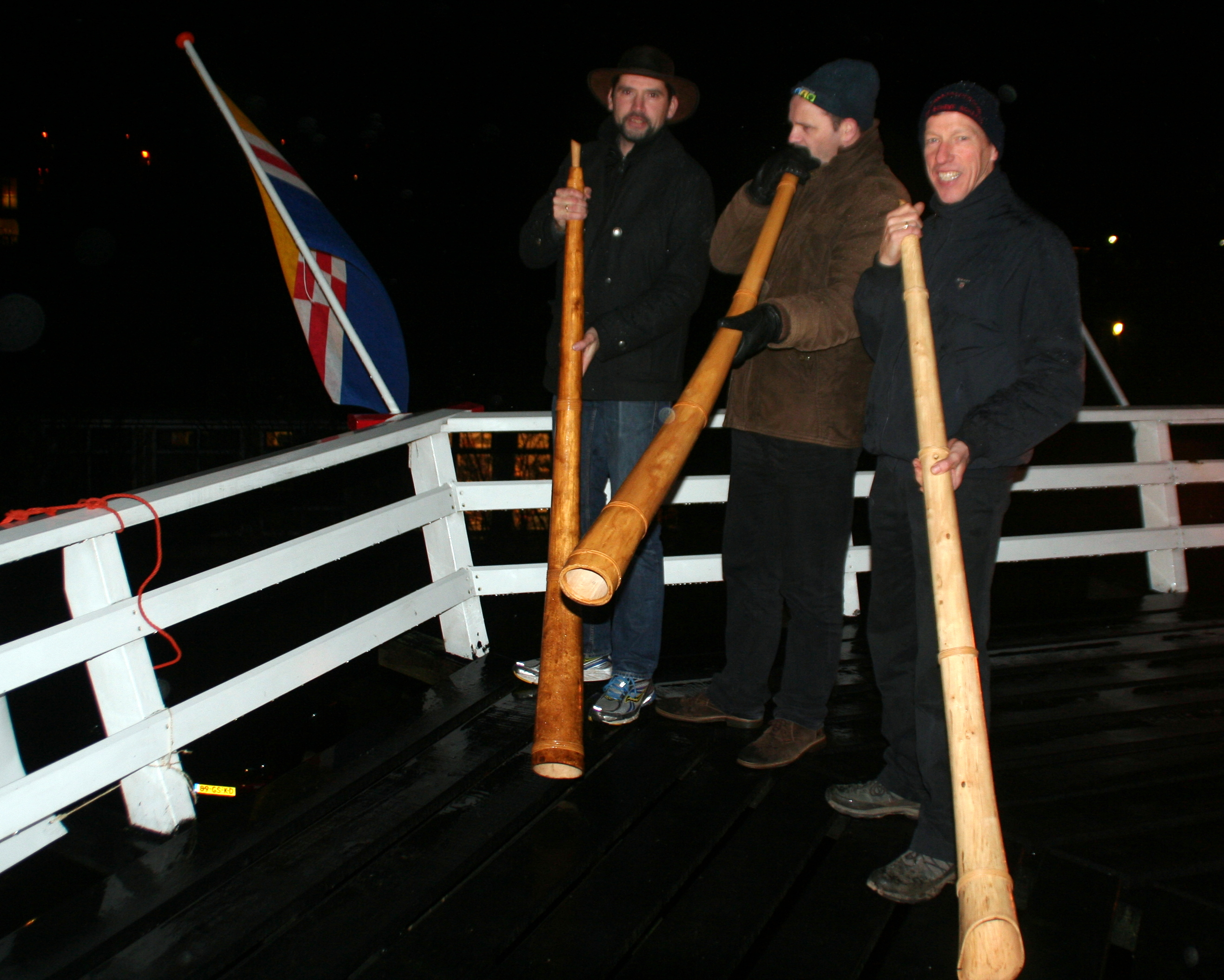
MidwinterhoornBloasgroep "Kop van Overiessel" blaast vanaf de stelling van de molen
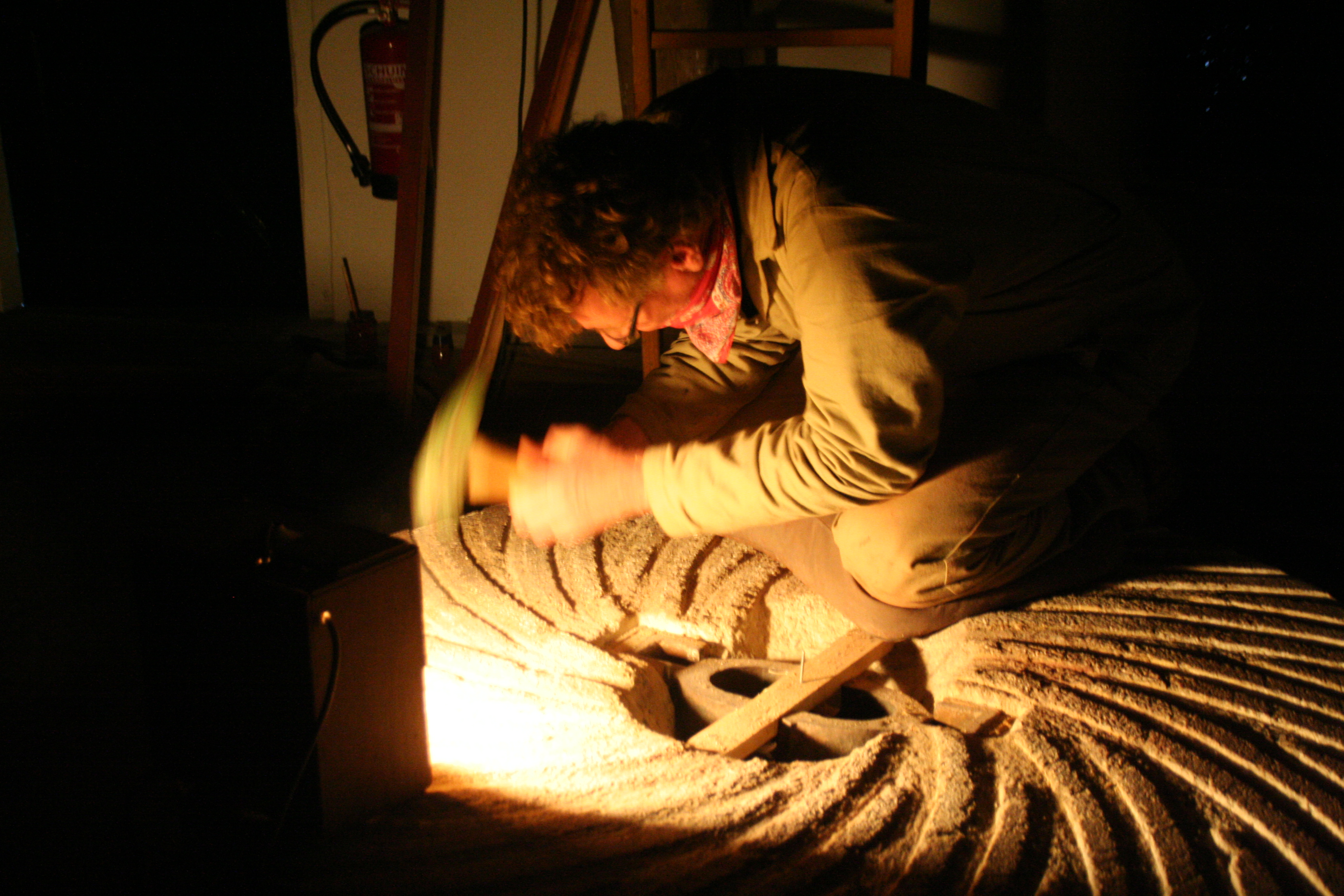
De molenstenen moeten steeds bijgewerkt worden om goed de tarwekorrels te kunnen vermalen. Dit wordt "billen" genoemd.Hier worden de stenen van Molen De Zwaluw "gebild".
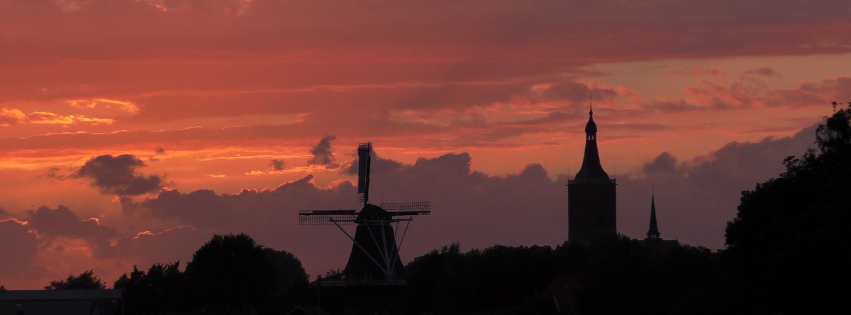
Zonsondergang bij Hasselt
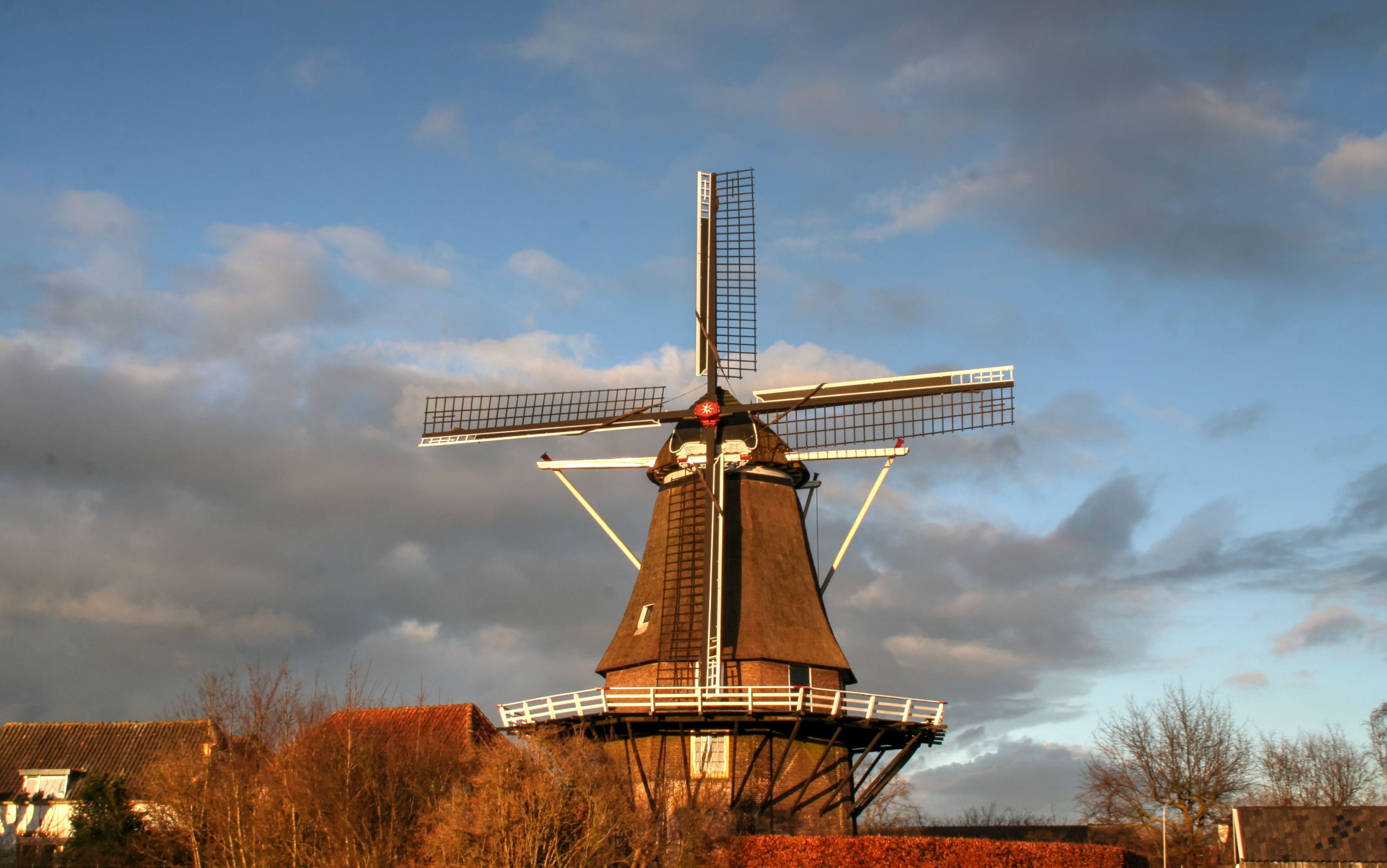
Molen De Zwaluw, Hasselt (Overijssel)
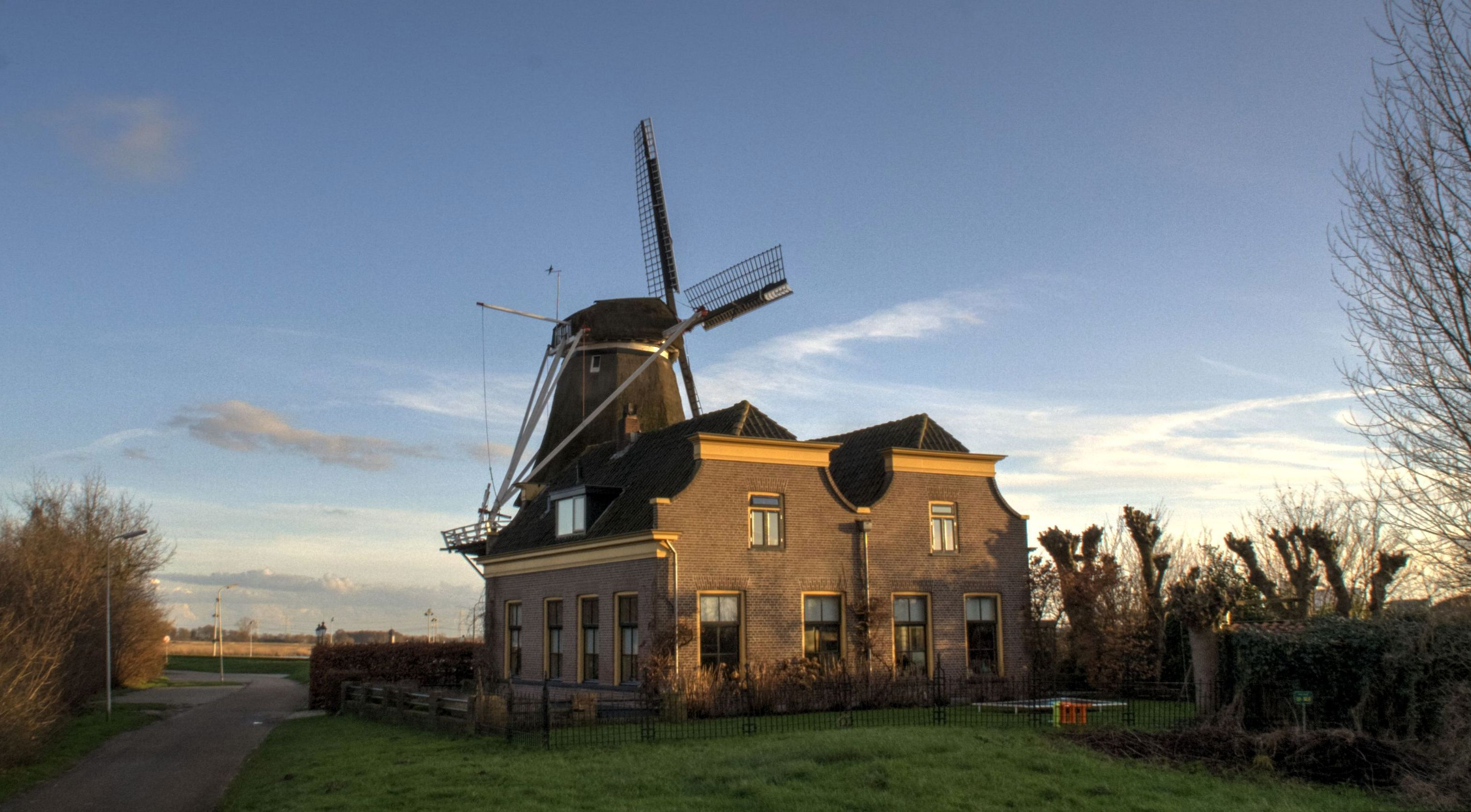
Molen De Zwaluw, Hasselt (Overijssel) - In het vroege voorjaar.
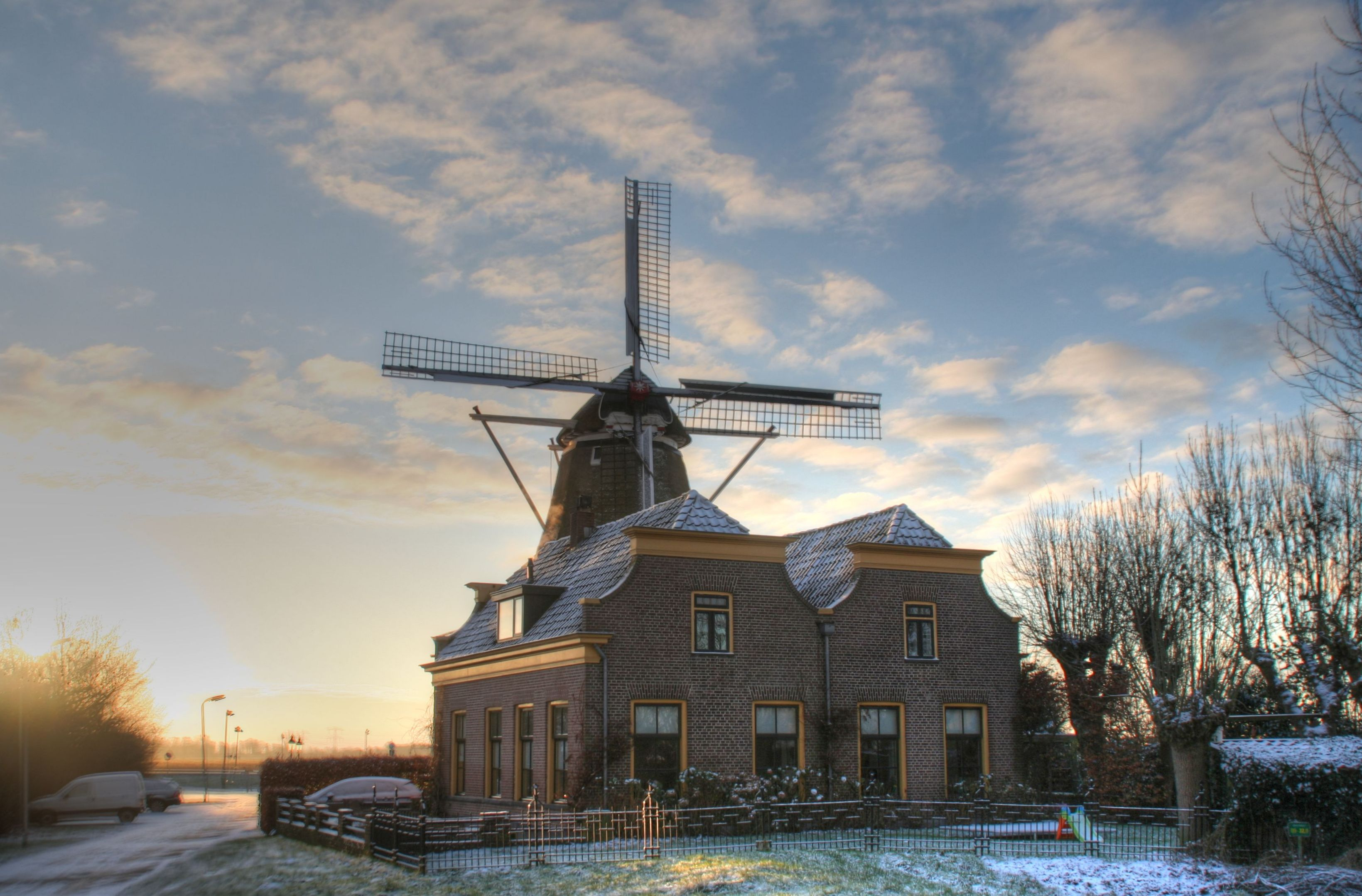
Molen De Zwaluw, Hasselt (Overijssel)
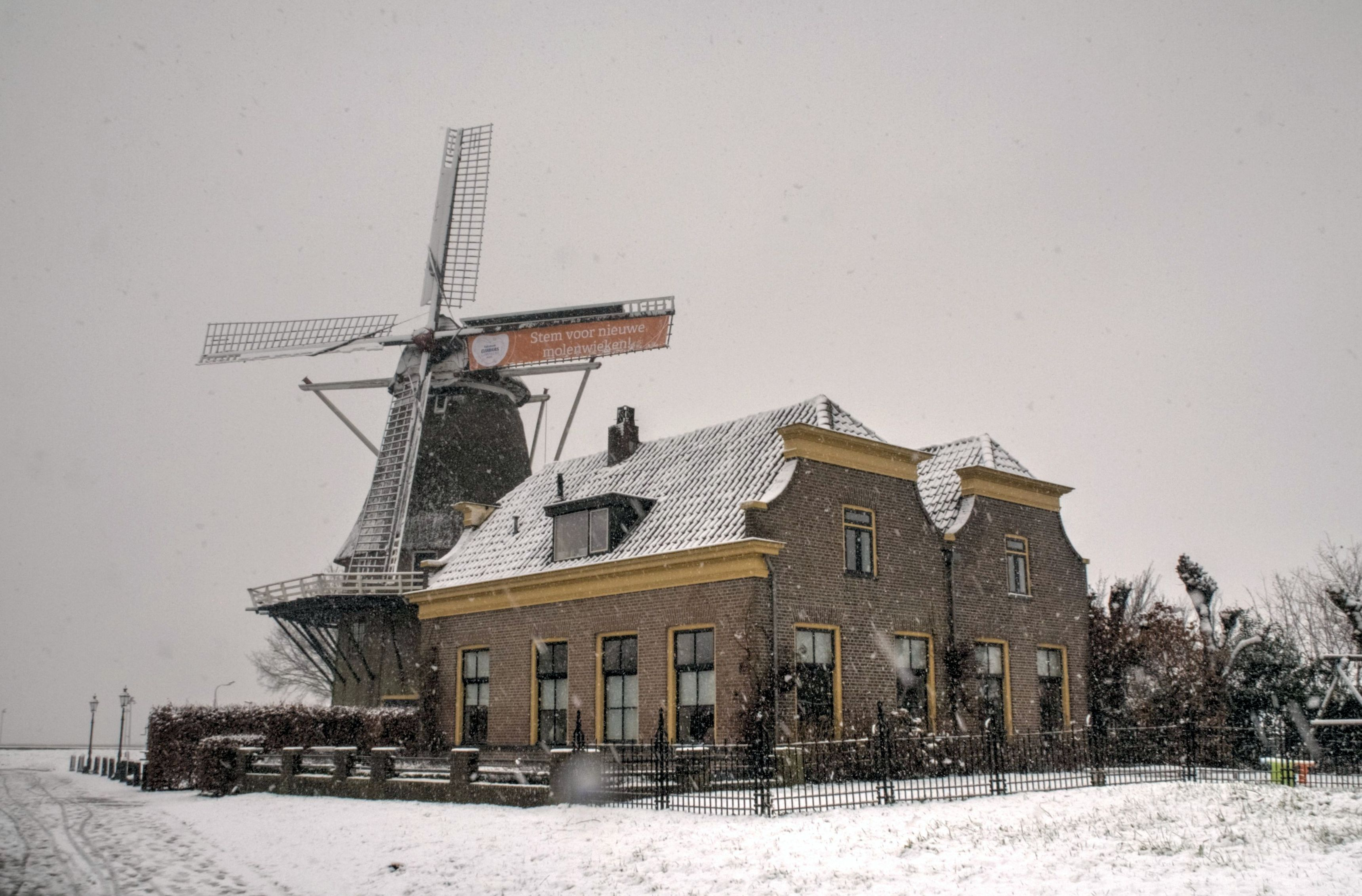
Molen De Zwaluw, Hasselt (Overijssel) - Winter bij de molen
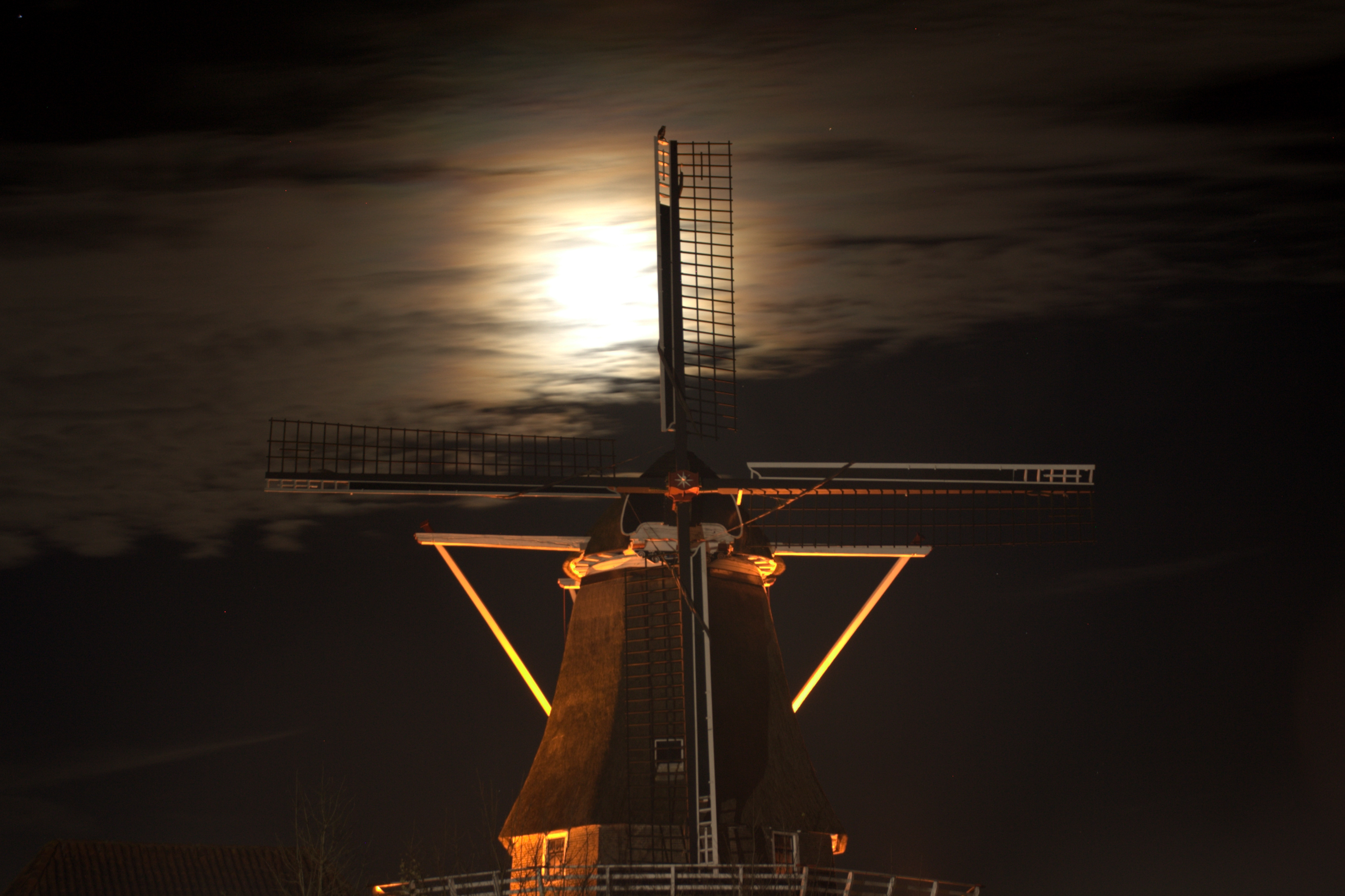
Zwaluw bij maanlicht
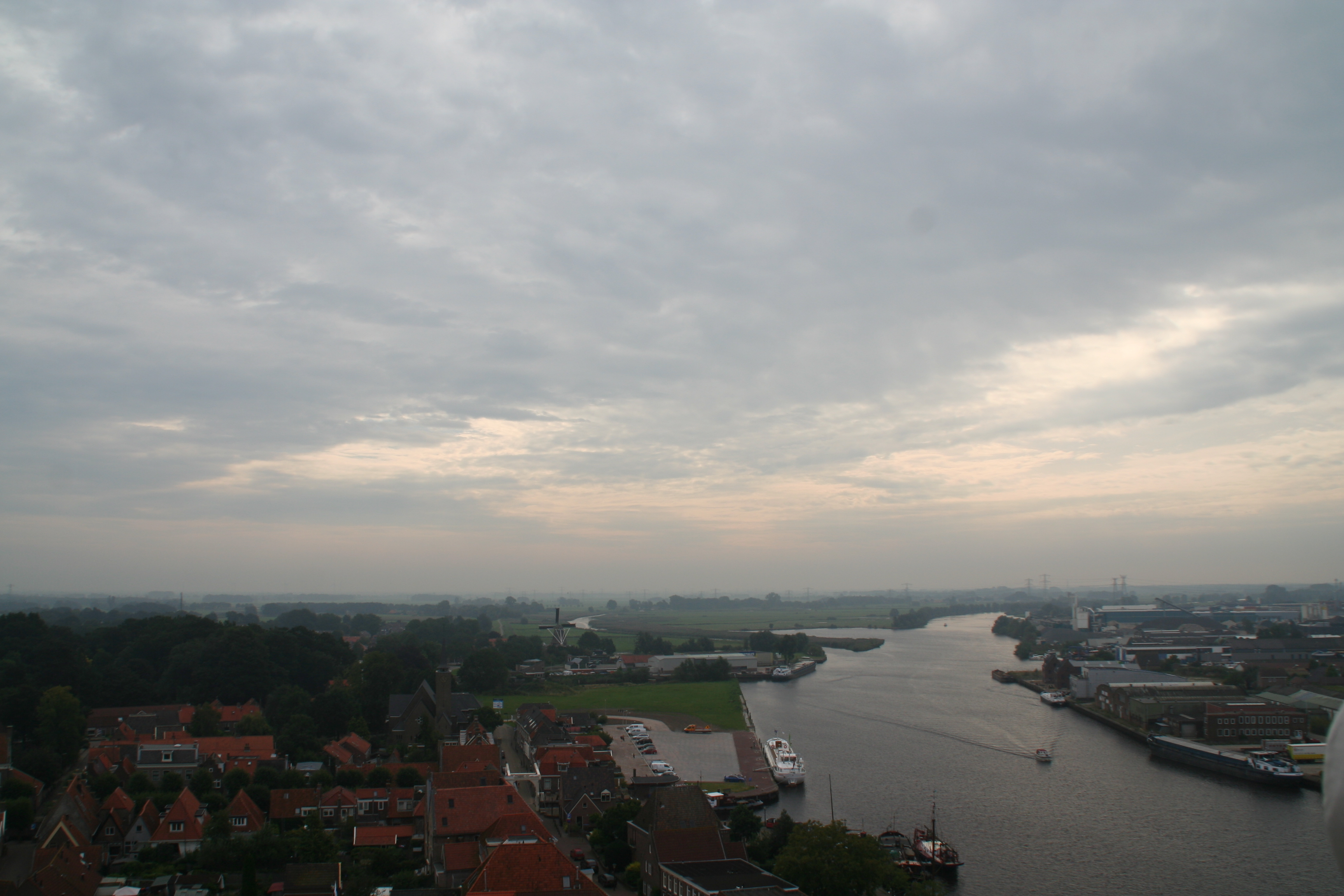
Molen van Hasselt gelegen aan het Zwartewater.
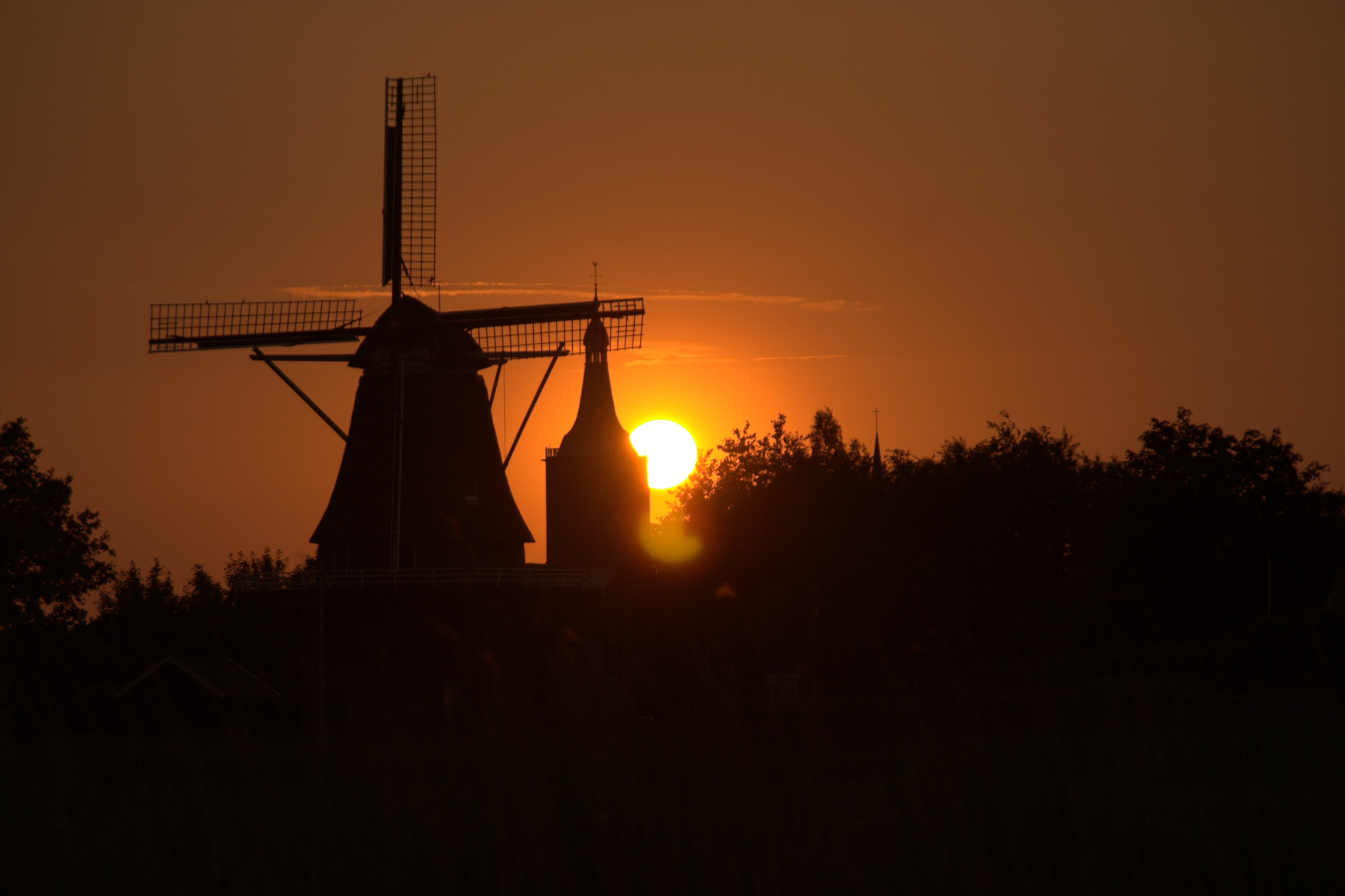
De Zwaluw bij zonsondergang
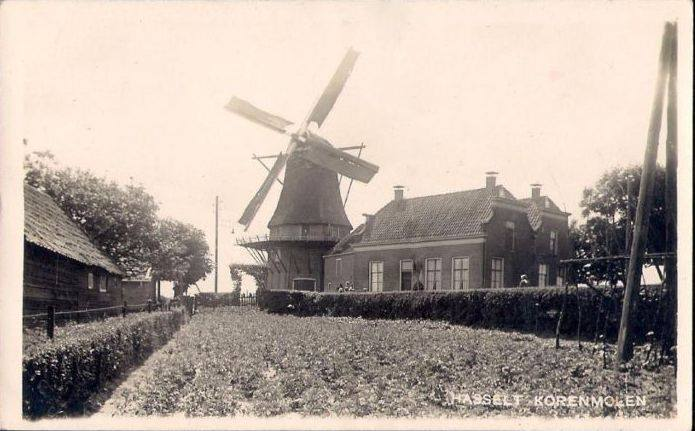
Molen De Zwaluw, Hasselt (Overijssel) -Een historisch foto van de molen ws in het Interbellum gemaakt.